# Список знаменосцев Мозамбика на Олимпийских играх
Это список знаменосцев, которые представляли Мозамбик на Олимпийских играх.
Знаменосцы несут национальный флаг своей страны на церемонии открытия Олимпийских игр.
| # | Год, Место        | Сезон | Имя Фамилия     | Вид спорта      |
| - | ----------------- | ----- | --------------- | --------------- |
| 1 | 1984 Лос-Анджелес | Лето  | Даниэль Фирмино |                 |
| 2 | 1996 Атланта      | Лето  | Мария Мутола    | Лёгкая атлетика |
| 3 | 2000 Сидней       | Лето  | Джордж Дюван    | Лёгкая атлетика |
| 4 | 2004 Афины        | Лето  | Курт Коуту      | Лёгкая атлетика |
| 5 | 2008 Пекин        | Лето  | Курт Коуту      | Лёгкая атлетика |
| 6 | 2012 Лондон       | Лето  | Курт Коуту      | Лёгкая атлетика |